# Naarmijärvi
Naarmijärvi är en sjö i kommunen Kihniö i landskapet Birkaland i Finland. Sjön ligger 131,8 meter över havet. Den är 3,13 meter djup. Arean är 79 hektar och strandlinjen är 5,38 kilometer lång. Sjön  ingår i Kumo älvs huvudavrinningsområde.   Den ligger omkring 86 km norr om Tammerfors och omkring 250 km norr om Helsingfors. 